# Næste parlamentsvalg i Gibraltar
|  | Denne artikel beskriver en fremtidig begivenhed Denne artikel eller sektion handler om planlagt eller forventet fremtidig begivenhed. Der kan forekomme spekulativ information, og indholdet kan ændres dramatisk når begivenheden nærmer sig og mere information bliver tilgængelig. |

Det næste parlamentsvalg i Gibraltar er ifølge Gibraltars valglov fastsat til at skulle finde sted inden 2016. Ved valget skal der vælges 17 repræsentanter til Gibraltars parlament.

## 2011 valgresultat
| Partier                                                                        | Partier                          | Stemmer | %      | Mandater |
| ------------------------------------------------------------------------------ | -------------------------------- | ------- | ------ | -------- |
| Alliance                                                                       | Gibraltar Socialist Labour Party | 59,824  | 34.23  | 7        |
| Alliance                                                                       | Gibraltar Liberal Party          | 25,590  | 14.64  | 3        |
| Gibraltar Social Democrats                                                     | Gibraltar Social Democrats       | 81,721  | 46.76  | 7        |
| Progressive Democratic Party                                                   | Progressive Democratic Party     | 7,622   | 4.36   | —        |
| Total (deltagelse 81.4%)                                                       | Total (deltagelse 81.4%)         | 174,757 | 100.00 | 17       |
| Kilde: Government of Gibraltar Arkiveret 14. december 2013 hos Wayback Machine |                                  |         |        |          |

### Nuværende medlemmer
De 17 nuværende medlemmer af Gibraltars parlament er:
- Balban, Paul John (GSLP)
- Bossano, Joseph John (GSLP)
- Bossino, Damon James (GSD)
- Caruana, Peter Richard (GSD)
- Cortes, John Emmanuel (GSLP)
- Costa, Neil Francis (GLP)
- Ellul-Hammond, Isobel Marie (GSD)
- Feetham, Daniel Anthony (GSD)
- Figueras, Selwyn Matthew (GSD)
- Garcia, Joseph John (GLP)
- Isola, Albert (GSLP)
- Licudi, Gilbert Horace (GSLP)
- Linares, Steven Ernest (GLP)
- Netto, James Joseph (GSD)
- Picardo, Fabian Raymond (GSLP)
- Reyes, Edwin Joseph (GSD)
- Sacramento, Samantha Jane (GSLP)